# Henderson Land Development
Henderson Land Development Co. Ltd. (HKSE : 0012, OTCBB : HLDCY) (chinois : 恒基兆業地產有限公司) est un promoteur immobilier coté en bourse et membre du Hang Seng Index. Les activités principales de l'entreprise sont la promotion et l'investissement immobilier, la construction, l'hôtellerie, les grands magasins, la finance, la détention d'investissements et l'infrastructure. C'est le troisième plus grand promoteur immobilier de Hong Kong par capitalisation.
L'entreprise est contrôlée par Lee Shau Kee, qui détient approximativement 61,88 % des parts au 30 juin 2006.
Valeur liquidative en 2005:  66,7 milliards de Hong Kong Dollars, Bénéfice net en 2005 : 10,85 milliards de Dollars de Hong Kong

## Filiales et associés
Les parts de l'entreprise dans ses principales associés, Towngas (38,46 %), Miramar. Hotel and Investment Co, Ltd (44,21 %) et Hong Kong Ferry (31,33 %) sont détenues par sa filiale cotée Henderson Investment. L'entreprise contrôle la composition des conseils d'administration de ses associées, et Li est Président du Conseil d'Administration dans tous ces cas.
Henderson Investment ("HI") est une filiale cotée à 67,14 % (au 30 juin 2006). Ses actions cotent sous sa valeur liquidative depuis son introduction en bourse.

### Tentative de rachat
En novembre 2002, l'entreprise a essayé de racheter les actionnaires minoritaires en faisant une offre entièrement en cash de 7,60 Dollars de Hong Kong, soit 40 % de moins que la Valeur Liquidative. L'offre de rachat a échoué lorsque plus de 14 % des détenteurs d'actions s'y sont opposés. En novembre 2005, une autre tentative a été faite : l’offrir une action Henderson Land Development pour 2.6 actions Henderson Investment apportées, même si l'offre a été portée à 2.5 actions. L'offre révisée évaluait HI à 18 % de décote par rapport à sa valeur liquidative. L'entreprise avait persuadé l'actionnaire Templeton Investment de participer au rachat. Néanmoins, cette seconde offre a été de nouveau rejetée, de peu cette fois-ci par 10,94 % des droits de vote, plus que la minorité de blocage établie à 10 %.

### Vente de biens à la compagnie mère

#### Miramar et HK Ferry
Lorsque le trading des actions de ces deux entreprises a été suspendu le 26 mars, il y a eu une spéculation que l'entreprise mère lancerait une nouvelle tentative de rachat après l'expiration du moratoire légal d'un an.
Le 27 mars 2007, il fut rapporté que l'entreprise ne tenterait pas une nouvelle offre de rachat à l'heure actuelle, mais offrait 12.1 Milliards de Dollars de Hong Kong pour une partie des biens de sa filiale, en particulier les participations dans Miramar Hotel et Hong Kong Ferry détenues par Henderson Investment. HI verserait un dividende exceptionnel de 5 Dollars de Hong Kong par action après la vente. Nette de la distribution du dividende exceptionnel de 10.35 Milliards de Dollars pour sa participation de 73,5 %, la dépense engagée par Henderson ne serait que de 1,75 milliard de HKD.

#### Towngas
Le 3 octobre 2007, l'entreprise a proposé de payer au prix du marche la prise de contrôle de Hong Kong and China Gas, alias Towngas. Elle acquerrait la part de 39,06 % de Towngas détenue par Henderson Investment pour 32.86 Milliards de Dollars de Hong Kong en cash et en obligations convertibles. Les actionnaires minoritaires de Henderson Investment, détenant 30,73 % des parts, recevraient 204,1 millions d'actions Henderson Land et 1.19 milliard de dollars de Hong Kong en cash. Cette offre a été considérée comme favorable à Henderson Land par les analystes et David Webb a critiqué l'offre, en reprochant à Henderson d'acquérir cette participation au rabais, sans payer aucune prime de contrôle aux actionnaires minoritaires de Henderson Investment, qui deviendrait virtuellement une société écran après le transfert de cette participation.
Le 7 novembre, Henderson a amélioré l'offre pour apaiser les actionnaires minoritaires (et principalement Elliott Capital) en portant la partie versée en cash à HK2,24 $ par action. Le 7 décembre 2007, Henderson a acquis le soutien des actionnaires pour l'opération.

## SCPI Sunlight
Le 8 décembre 2006, l'entreprise a créé une spin off et inscrit 12 immeubles de bureaux et 8 immeubles d'habitation situés à Hong Kong dans une Société civile de placement immobilier (un REIT), Sunlight. Toutefois, cette nouvelle valeur a chuté de 6,5 % lors de son premier jour de cotation le 21 décembre, et avait perdu 16,2 % en mars 2007 par rapport à son cours d'introduction, du fait de l'appréhension des investisseurs par rapport au montage financier derrière la SCPI.
Le rendement du dividende estimé reste à 10 %, soit le plus élevé parmi les REIT Hongkongais. Toutefois, les investisseurs craignent une baisse du dividende après la fin des systèmes d'augmentation du rendement, comme des swaps de taux d'intérêt. Henderson Land a aussi offert une renonciation à ses dividendes temporaires pour édulcorer cette scission. Une chute des rendements est attendue en 2010 et 2012 lors des revalorisations locatives. Le fiasco du lancement fut cité comme raison du retard du lancement de son propre SCPI par Regal Hotels International.

## Projets de Développements

### International Finance Centre

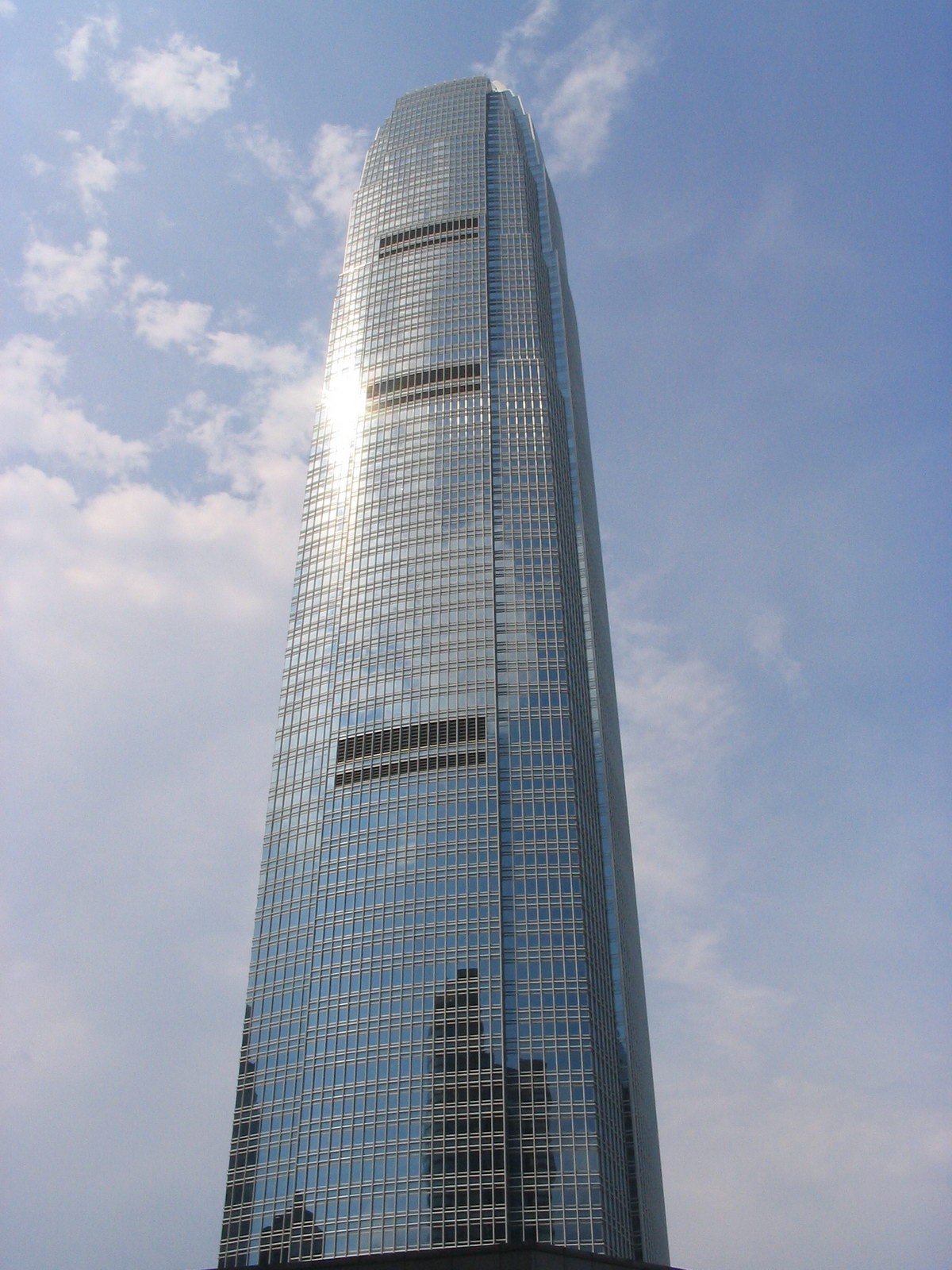
International Finance Centre

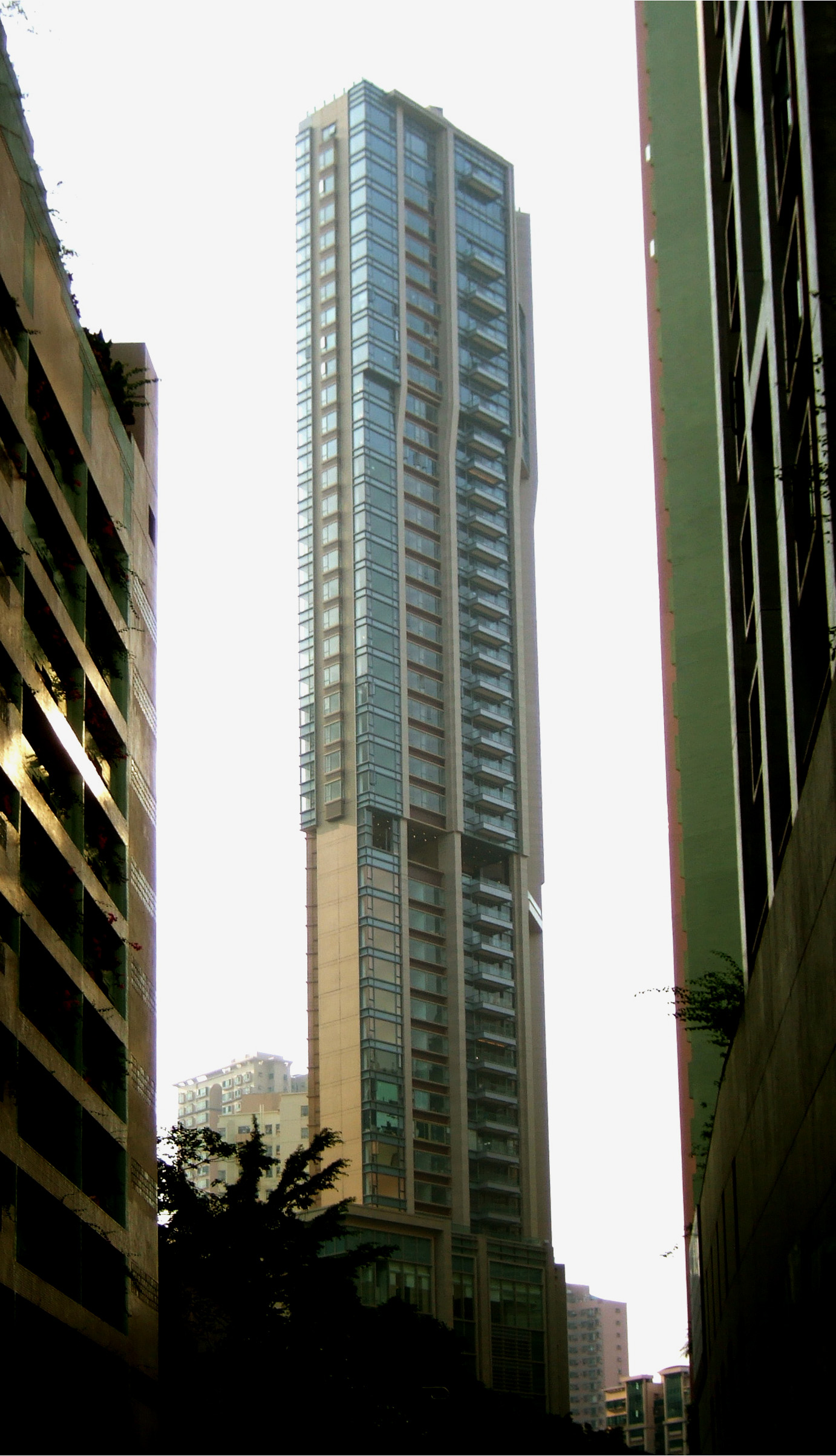
39 Conduit Road

Dans une coentreprise avec Sun Hung Kai Properties et MTR Corporation, l'entreprise a développé le complexe International Finance Centre, qui inclut une résidence luxueuse en front de mer et le plus haut gratte-ciel de Hong Kong, terminé en 2003. Depuis sa construction, l'entreprise a déplacé son siège dans ce bâtiment.

### Grand Promenade
Henderson Land a remporté un appel d'offres pour un site situe à Sai Wan Ho pour son projet Grand Promenade et un prix d'acquisition des terrains de 2.43 Milliards de HKD en janvier 2001. Six mois plus tard, le promoteur a obtenu la permission d'exclure le terminal de transports publics de la surface au sol de son plan de construction. Une controverse s'est produite lorsque le Gouvernement a maintenu que l'ancien directeur de l'Autorité de la construction Leung Chin-man avait exercé ses pouvoirs de manière raisonnable en exemptant la surface au sol du terminus de transport public du calcul utilise pour le développement. L'effet fut l'addition de 10 700 mètres carrés de surface au projet et le doublement du nombre d'appartements de 1008 à 2020, coutant au passage 125 millions de dollars de Hong Kong de manque à gagner au gouvernement.
En novembre 2005, la commission d'audit a accusé Leung de ne pas avoir concerté les autres services gouvernementaux avant d'avoir exercé ses droits, faisant cadeau de 3,2 milliards de HKD au promoteur. Leung a demandé une revue judiciaire. Les deux parties sont parvenues à un accord en mai 2006 lorsqu'elles ont toutes les deux abandonné leurs poursuites.

### 39 Conduit Road
39 Conduit Road est un projet résidentiel situé dans les contreforts de Hong Kong. Peu après le lancement du développement en octobre 2009, le promoteur a déclaré avoir vendu un appartement duplex de cinq chambres au "68e étage" de l'immeuble qui n'en comporte pourtant que 46 pour 439 millions de Dollars de Hong Kong, soit environ 40 Millions d'Euros. Le prix, équivalent à 6 000 euros du mètre carré, a établi un nouveau record de l'appartement le plus onéreux au monde.
En raison d'un choix sélectif de la numérotation, un total de 42 numéros d'étages intermédiaires est manquant au 39 Conduit Road, dont les étages 14, 24, 34, 64 et ceux de 40 à 59. L'étage au-dessus du 88e est le 68e. Le Democratic Party a accusé le promoteur de tromperie; le conseil des consommateurs a reconnu qu'éviter les 13e et 14e étages était une pratique commune, mais a suggéré que les "hauteurs imaginaires des promoteurs soient ramenées sur terre". Lee Shau Kee a contesté, en disant que les acheteurs aimaient le système de numérotation.